# Wachenroth
Wachenroth település Németországban, azon belül Bajorországban. Lakosainak száma 2421 fő (2023. december 31.).

## Népesség
A település népessége az elmúlt években az alábbi módon változott:
| Lakosok száma | 1264 | 775  | 2129 | 2144 | 2220 | 2248 | 2191 | 2262 | 2341 | 2421 |
|               | 1970 | 1975 | 2011 | 2012 | 2014 | 2015 | 2017 | 2019 | 2022 | 2023 |